# Platycheirus tenebrosus
Platycheirus tenebrosus är en tvåvingeart som beskrevs av Daniel William Coquillett 1900. Platycheirus tenebrosus ingår i släktet fotblomflugor, och familjen blomflugor.
Artens utbredningsområde är Québec. Inga underarter finns listade i Catalogue of Life.